# 日本ユピカ
日本ユピカ株式会社（にほんユピカ）は、合成樹脂メーカーである。1977年に、三菱ガス化学と東洋紡の合弁により、両社の不飽和ポリエステル樹脂事業を統合して設立された。

## 主な製品
- 不飽和ポリエステル樹脂 - 同樹脂のブランド名であり、社名ともなっている「ユピカ（U-Pica）」は、事業統合前の東洋紡績の不飽和ポリエステル樹脂の商標であり[1]、UPは不飽和ポリエステルの英語表記 (Unsaturated Polyester) から採られている[2]。
- 飽和ポリエステル樹脂 - 「ユピカコート」の商品名で、粉体塗料原料などとして使用される。
- エポキシアクリレート樹脂
- ウレタンアクリレート樹脂
- 炭素繊維強化プラスチック用高機能熱硬化性樹脂[3]

## 事業所
- 本社 - 〒102-0094 東京都千代田区紀尾井町4-13
- 湘南工場・技術研究所 - 〒254-0016 神奈川県平塚市東八幡5-3-3
- 美祢工場 - 〒759-2212 山口県美祢市大嶺町東分字池尻3058-21

## 沿革
- 1977年（昭和52年）10月 - 三菱ガス化学と東洋紡績の不飽和ポリエステル樹脂販売部門を統合、日本ユピカ株式会社を設立。三菱ガス化学（神奈川県平塚市、1972年1月開設）と東洋紡績（愛知県犬山市、1973年2月開設）の不飽和ポリエステル樹脂製造部門は、それぞれ平塚ユピカ株式会社、犬山ユピカ株式会社として独立。
- 1982年（昭和57年）4月 - 三菱油化（のちの三菱化学、現・三菱ケミカル）の不飽和ポリエステル樹脂部門を当社に統合。
- 1986年（昭和61年）12月 - メタクリル酸エステル製造設備を平塚ユピカに新設。
- 1988年（昭和63年）4月 - 岐阜県可児郡に、シート状成形材料の製造を行う子会社日本プレミックス株式会社を設立。
- 1990年（平成2年）8月 - 山口県美祢市に美祢工場を新設。不飽和ポリエステル樹脂及び粉体塗料用樹脂の製造を行う。
- 1991年（平成3年）4月 - 平塚ユピカ及び犬山ユピカを吸収合併。平塚ユピカを当社湘南工場、犬山ユピカを同犬山工場とする。
- 1993年（平成5年）10月 - 湘南工場隣接地に技術研究所を新設。
- 1994年（平成6年）11月 - 株式を店頭公開（現・ジャスダック市場）。
- 1996年（平成8年）3月 - 美祢工場に不飽和ポリエステル樹脂及び粉体塗料用樹脂製造設備を増設。同工場にメタクリル酸エステル類製造設備を新設。
- 2000年（平成12年）6月 - 美祢工場にてISO 9002認証を取得。
- 2001年（平成13年）6月 - 美祢工場にてISO 14001認証を取得。
- 2003年（平成15年）
  - 6月 - 湘南工場、美祢工場、技術研究所にてISO 9001：2000認証を取得。
  - 11月 - 犬山工場を閉鎖[4]。
- 2007年（平成19年）8月 - 中国に合弁会社、優必佳樹脂（常熟）有限公司を設立。
- 2020年（令和2年）
  - 3月24日 - 三菱ガス化学による株式公開買付けが成立[5]。
  - 7月10日 - ジャスダック上場廃止[6]。
  - 7月14日 - 株式併合により、株主が三菱ガス化学と東洋紡のみとなる。
- 2023年（令和5年）
  - 3月31日 - 東洋紡の保有する株式全てを三菱ガス化学へ譲渡。三菱ガス化学の完全⼦会社となる。

- 2024年（令和6年）
  - １０月１日 - 株式会社日本ファインケムと日本ユピカ株式会社は合併し、新会社「三菱ガス化学ネクスト株式会社」としてスタートした。[7]